# Téte António

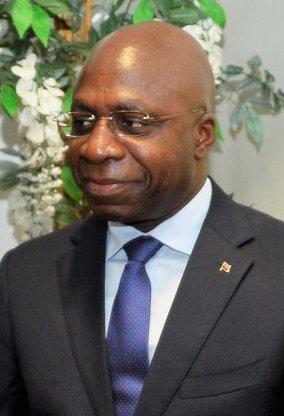
Téte António (2019)

Téte António (* 22. Januar 1955 in Bembe) ist ein angolanischer Politiker. Er ist seit dem 11. April 2020 Außenminister Angolas.

## Leben
António studierte „Internationale Wirtschaftsbeziehungen“ an der Staatlichen Universität Taras Schewtschenko in Kiew und schloss dieses Studium mit einem Master ab. Später besuchte er diplomatische Ausbildungskurse in den Vereinigten Staaten und in Ägypten. Nach dem Ende dieser Ausbildungskurse übte er diverse diplomatische Repräsentationsfunktionen aus. So war er unter anderem angolanischer Diplomat an der Botschaft in Äthiopien und der ständigen Vertretung bei den Vereinten Nationen. Auch für die Afrikanische Union übernahm er Stellvertreterfunktionen. Am 11. April 2020 wurde António zum Außenminister Angolas ernannt. Zuvor war er bereits Staatssekretär für auswärtige Beziehungen gewesen.
António spricht Portugiesisch, Englisch, Französisch, Russisch, Kikongo und Lingala fließend.

## Publikationen
- The African Union. In: Dialogue & alliance: a journal of the Universal Peace Federation, New York (NY.), Bd. 28 (2014), Ausgabe 2, S. 52–53, ISSN 0891-5881[2]
- Débat Thématique du Conseil de Sécurité des Nations Unies sur la question concernant «Les femmes, la paix et la sécurité». Mission Permanente d’Observation de l’Union Africaine auprès des Nations Unies, New York, 15. April 2015, online auf www.archives.au.int (französisch, PDF)